# Socx
Socx település Franciaországban, Nord megyében. Lakosainak száma 873 fő (2022. január 1.). Socx Bergues, Bissezeele, Bierne, Crochte, Esquelbecq, Quaëdypre, Steene és Wormhout községekkel határos.

## Népesség
A település népessége az elmúlt években az alábbi módon változott:
| Lakosok száma | 930  | 933  | 970  | 938  | 928  | 923  | 906  | 890  | 873  |
|               | 2013 | 2015 | 2016 | 2017 | 2018 | 2019 | 2020 | 2021 | 2022 |